# ストラドルキャリア

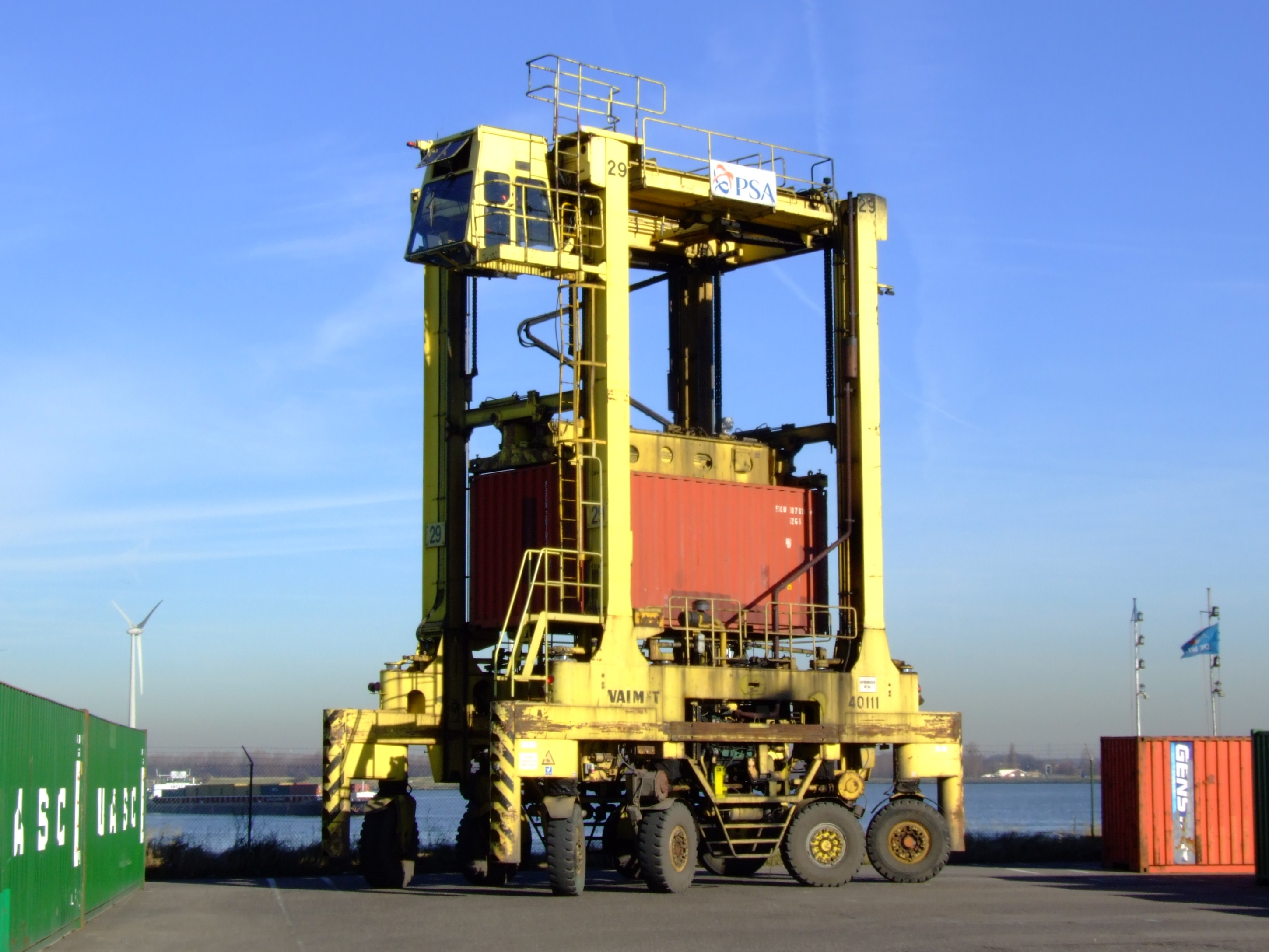
ストラドルキャリア

ストラドルキャリア（英語: Straddle carrier）は、コンテナターミナルをはじめとする港湾や貨物の積み替え拠点において、輸送コンテナを移動させたり積み上げたりするために用いられる特殊自動車である。貨物の積み替え場所のみで使われることを想定した特殊車両であり、一般道路でコンテナを輸送することはない。港湾法では港湾施設の一つと位置付けられている。

## 構造

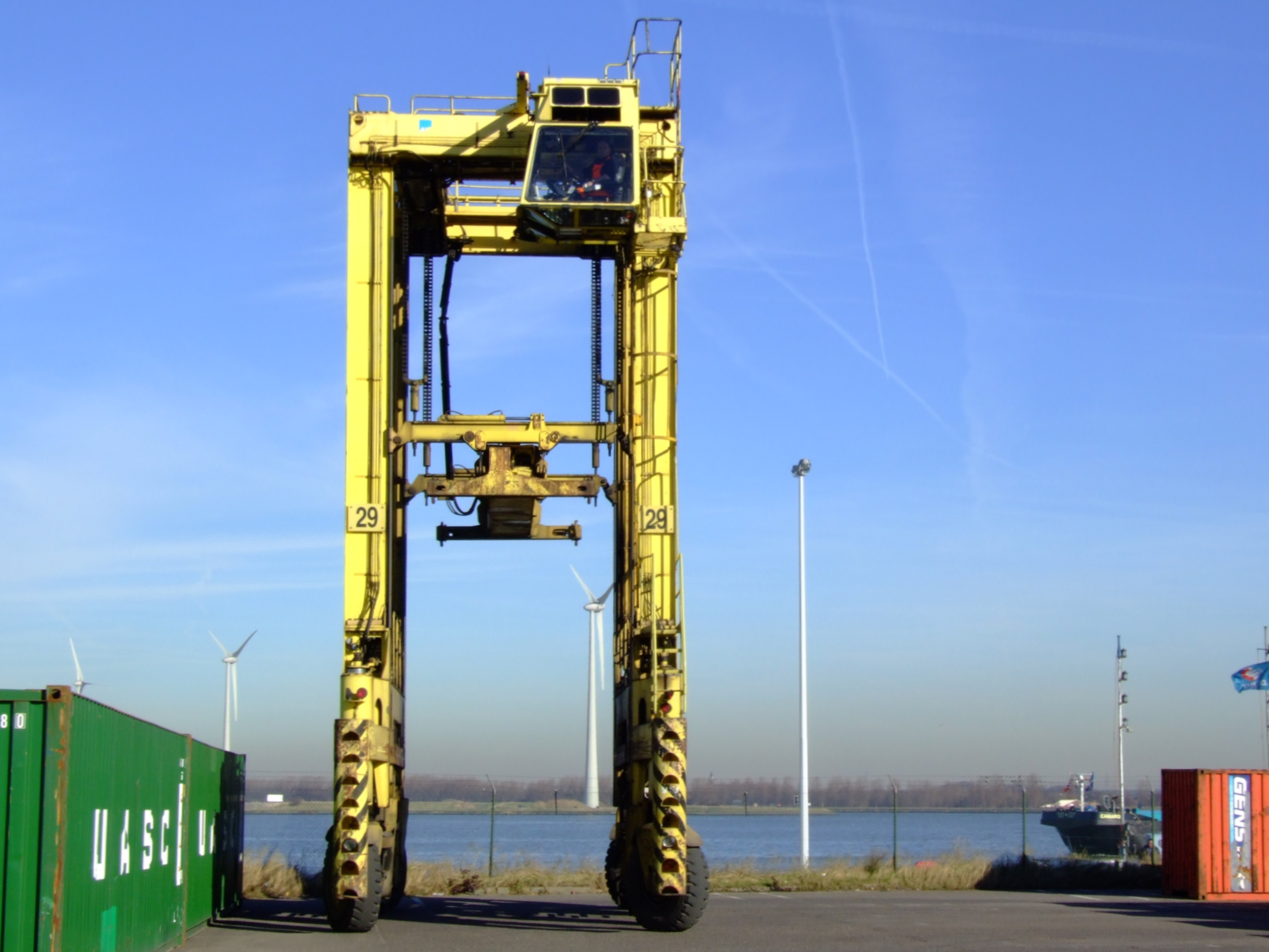
正面から見ると大きな門形になっている

ストラドルキャリアは大きな門形の構造を備えており、この内側に上下するスプレッダというコンテナをつかんで持ち上げる装置を備えている。スプレッダでコンテナを持ち上げると、門形構造の内側にコンテナを抱え込んだような状態になり、下部に備えたゴムタイヤにより自走して移動できるようになっている。門形の構造により、既にコンテナを積み上げてある場所に跨るように入り込み、その上にコンテナを積み上げることができる。移動速度は30 km/h程度の低速である。門形構造の高さが高いほど、コンテナを積み上げられる高さが大きくなる。

## 特徴
ストラドルキャリアは機動性が高く、コンテナを高く積み重ねて保管できるので保管スペースを有効活用できるといった長所がある。一方で機械自体が高価で、修理に手間が掛かるといった短所がある。

## ギャラリー

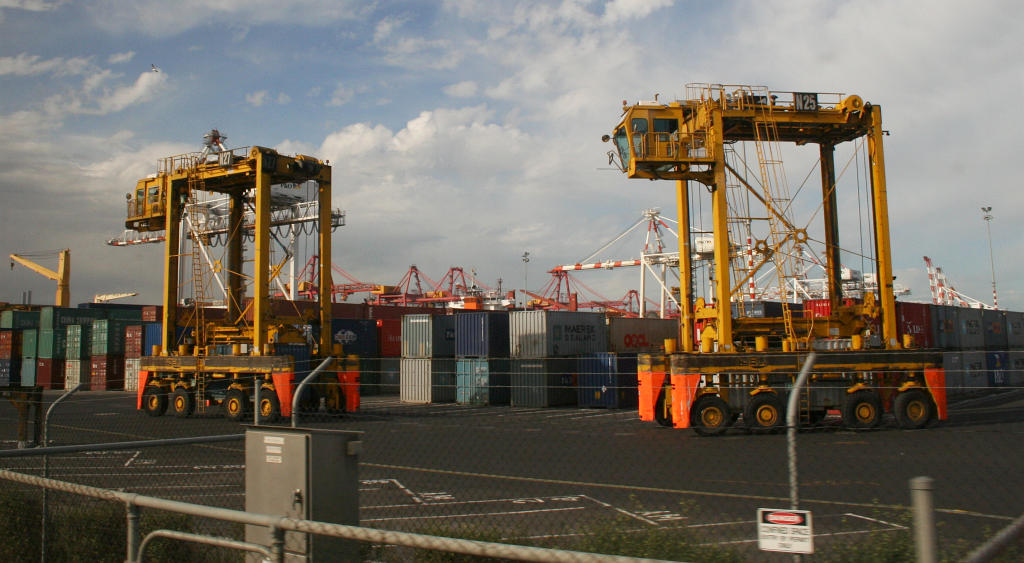
オーストラリアのメルボルン港で使用されているストラドルキャリア
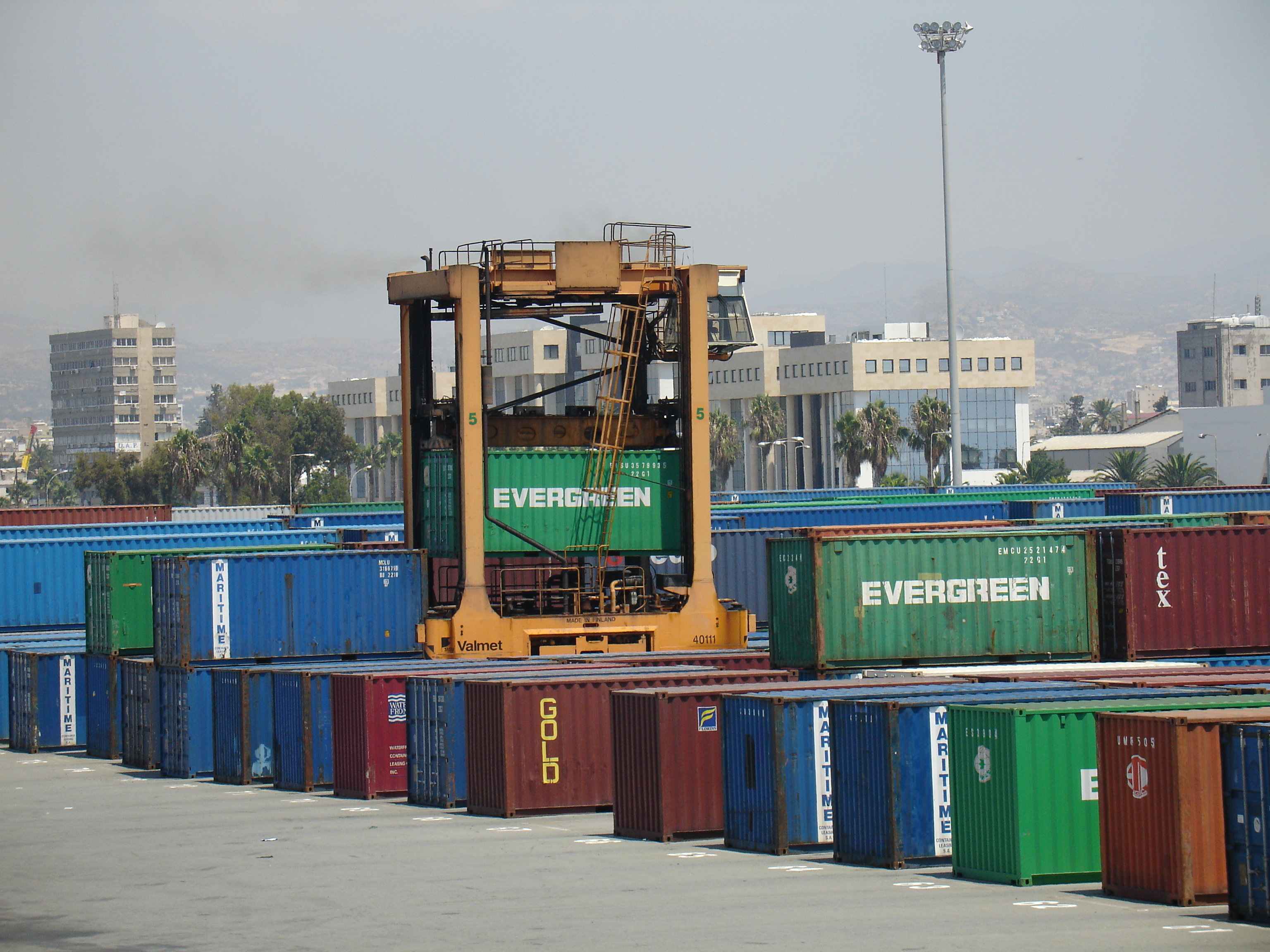
キプロスのリマソールの港で使用されているストラドルキャリア
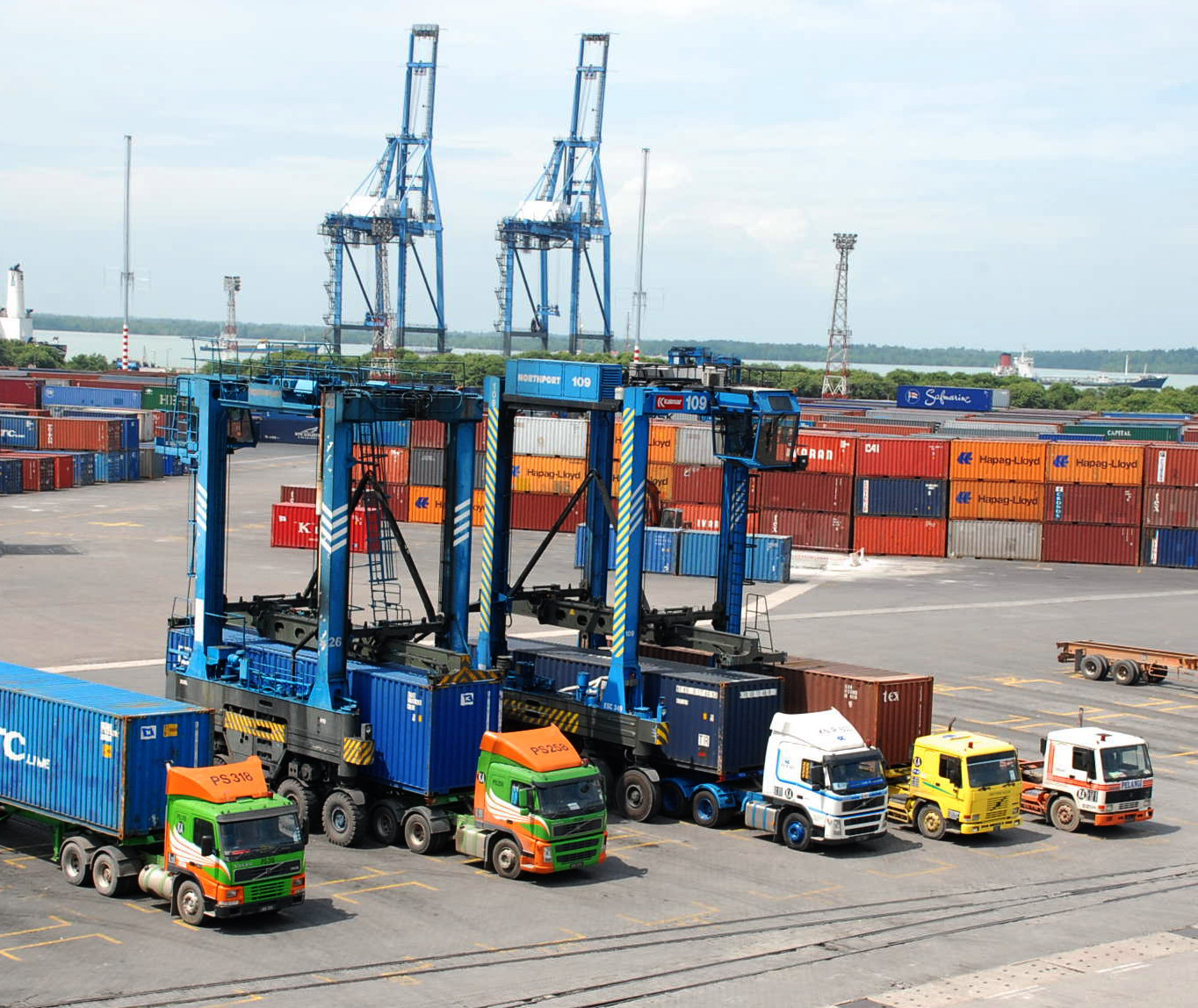
マレーシアのノースポートのストラドルキャリア